# Mecaphesa damnosa
Mecaphesa damnosa es una especie de araña cangrejo del género Mecaphesa, familia Thomisidae, orden Araneae.

## Distribución
Esta especie se encuentra en México, Guatemala y Panamá.

## Taxonomía
Fue descrita científicamente por Keyserling en 1880.
Tratamiento taxonómico
La especie aparece registrada y publicada en Die Spinnen Amerikas. Laterigradae. [Erster Band]. Bauer & Raspe, Nürnberg 283 pp., pl. 1–8.